# Schwinger (Kampfsport)
Schwinger ist eine volkstümliche Bezeichnung für eine bestimmte Art des Faustschlags und taucht oft im Zusammenhang mit Kampfsport auf. 
Ein Schwinger ist ein Schlag, der durch eine bogenförmige Bewegung (Schwingen) der Hand vorbereitet wird, was dessen Intensität erhöhen soll. Da man bei dem Schwinger auch recht weit ausholt und sich so die Kraft insgesamt steigert, wird dieses Ziel meist erreicht.
Beim Boxen ist der Schwinger ein langer Haken. Die praktische Einsatzmöglichkeit ist jedoch gering, da die Ausholbewegung bei einem Schwinger sehr groß ist und ihm dadurch sehr einfach ausgewichen werden kann.